# Laurence Harbor
Laurence Harbor és una concentració de població designada pel cens dels Estats Units a l'estat de Nova Jersey. Segons el cens del 2000 tenia 6.227 habitants.

## Demografia
Segons el cens del 2000, Laurence Harbor tenia 6.227 habitants, 2.286 habitatges, i 1.634 famílies. La densitat de població era de 852,6 habitants/km².
Dels 2.286 habitatges en un 34,4% hi vivien nens de menys de 18 anys, en un 55,6% hi vivien parelles casades, en un 11,5% dones solteres, i en un 28,5% no eren unitats familiars. En el 22,7% dels habitatges hi vivien persones soles el 4,9% de les quals corresponia a persones de 65 anys o més que vivien soles. El nombre mitjà de persones vivint en cada habitatge era de 2,72 i el nombre mitjà de persones que vivien en cada família era de 3,25.
Per edats la població es repartia de la següent manera: un 25,6% tenia menys de 18 anys, un 7,4% entre 18 i 24, un 34,9% entre 25 i 44, un 24,5% de 45 a 60 i un 7,5% 65 anys o més.
L'edat mediana era de 36 anys. Per cada 100 dones de 18 o més anys hi havia 100,1 homes.
La renda mediana per habitatge era de 57.997 $ i la renda mediana per família de 61.470 $. Els homes tenien una renda mediana de 46.439 $ mentre que les dones 30.918 $. La renda per capita de la població era de 23.619 $. Aproximadament el 4,3% de les famílies i el 5,6% de la població estaven per davall del llindar de pobresa.

## Poblacions més properes
El següent diagrama mostra les poblacions més properes.